# Revista Afro-Ásia
A Afro-Ásia é uma revista acadêmica atualmente semestral desenvolvida pelo Centro de Estudos Afro-Orientais da Universidade Federal da Bahia, tendo como intuito principal servir como órgão de estímulo e divulgação científica de estudos afro-brasileiros, asiáticos e temáticas relacionadas ao meio acadêmico. O periódico teria sua idealização a partir de 1965 e contaria com uma rápida consolidação como ferramenta de divulgação científica, se transformando em um dos principais veículos de publicação das temáticas afro-brasileira e oriental até os dias atuais.

## Histórico

### Formação e ideias iniciais
Para entendermos que motivos levaram ao desenvolvimento da Afro-Ásia é necessário que tenhamos em mente a situação em que se encontravam a historiografia afro-brasileira da época e os contextos políticos brasileiros e internacionais que traziam a necessidade desses estudos. O Centro de Estudos Afro-Orientais surge na Universidade Federal da Bahia em 1959, idealizado por George Agostinho da Silva e pelo então reitor da instituição,Edgar Santos, com o intuito de organizar pesquisadores e desenvolver trabalhos acerca da cultura afro-brasileira e debater temáticas do continente africano e asiático. Tal situação se mostrava necessária no campo acadêmico da época por conta tanto das transformações que estavam ocorrendo no continente Africano, onde as independências dos estados se mostravam recentes ou em curso, quanto pela grande falta de pesquisas que estreitassem as relações da cultura negra brasileira e suas origens africanas, sobretudo no contexto Baiano onde as representações eram vastas.
Já estavam em curso estudos antropológicos que estudavam a aproximação da cultura negra Baiana e das nações da África Ocidental no campo acadêmico, porém sem uma organização formal como grupo de estudos dentro da Universidade Federal da Bahia, sendo então essa necessidade que serviria como base dos trabalhos do Centro. Os primeiros estudos dos pesquisadores seriam bastante norteados pelos escritos de Gilberto Freyre, famoso por desenvolver o conceito de “democracia racial” e possuir obras que norteariam boa parte do pensamento afro-brasileiro acadêmico da época. Outra forte influência de pesquisa seria Nina Rodrigues, que possuía obra dedicada ao mapeamento dos grupos étnicos e povos africanos trazidos da África ao Brasil. Assim, sendo influenciados por essas tendências historiográficas os primeiros pesquisadores do Centro teriam suas obras focadas principalmente na religiosidade afro-brasileira do estado da Bahia, sobretudo o candomblé, e a busca pelas suas raízes no continente africano.
Pesquisadores como Vivaldo da Costa Lima, Waldir Freitas Oliveira, Yêda Pessoa de Castro, Guilherme de Souza Castro, Júlio Santana Braga, entre outros posteriores, são alguns dos que estavam presentes nessa linha inicial de formação do Centro e que idealizariam as primeiras ideias referentes a organização desse material publicado. As pesquisas contariam ainda com o apoio do ministério das relações exteriores do governo Jânio Quadros - João Goulart durante o início da década de 60, o que certamente ajudaria, anos depois, na consolidação da primeira publicação da revista em 1965.

### Primeiros anos
A publicação da primeira edição da Afro-Ásia, que remonta a 1965 e é distribuída no ano seguinte, teria como objetivo inicial a organização e divulgação dos próprios trabalhos e autores do Centro de Estudos Afro-Orientais, de maneira a delimitar sua área de atuação inicial apenas as produções localizadas no Estado da Bahia. Os primeiros editores da revista seriam Waldir Freitas Oliveira e Nelson de Araújo, que buscariam nesse momento inicial reunir publicações que transformassem os olhares e quebrassem preconceitos relacionados às nações do continente Africano e Asiático para Brasileiros e Latino-Americanos, visando uma verdadeira ressignificação do olhar desses povos sobre a realidade daqueles jovens estados.
Durante os anos de 1965 a 1970 os trabalhos publicados na revista já seriam majoritariamente referentes a contextos ligados ao campo cultural afro-brasileiro, tendência a que se seguiria por todo o histórico de publicação do periódico. As publicações seriam semestrais e totalizaram 11 numerações em 5 volumes durante este primeiro período. Entre as principais contribuições, pode-se citar os trabalhos de Vivaldo da Costa Lima, Yêda Pessoa de Castro e Júlio Santana Braga a respeito da valorização do candomblé e das comunidades de terreiro Baianas como uma fonte de preservação do modo de vida e religião africanas e o trabalho particular de Yêda Pessoa de Castro a respeito das heranças linguísticas africanas dentro do português brasileiro contemporâneo, que beberia bastante de línguas africanas na formação de seu vocabulário.
Já era possível perceber nas publicações da época uma forte tendência a levantar debates de cunho estritamente cultural e antropológico, sem a presença de obras que abrangessem contextos políticos africanos ou tivessem caráter de questionamento e resistência. Essa tendência seria bastante criticada por estudiosos na posterioridade, mas alguns autores defendem a postura da revista por ser um fenômeno vindo de uma enorme cautela geral dos acadêmicos do período por conta da Ditadura Militar Brasileira, além da já citada influência do pensamento de Gilberto Freyre.

### Décadas de 1970 e 1980
Até o ano de 1970 a revista tinha sua publicação semestralmente, porém o diretor Waldir Freitas recebeu uma proposta para lecionar na Faculdade de Filosofia e Ciências Humanas da Universidade Federal da Bahia, assim tendo que se ausentar de seu cargo. A partir desse momento a revista começa a enfrentar adversidades que impedem sua publicação, tais como a falta de verbas e impasses nas cadeias de comando e perda de contatos com seus associados. A revista só voltaria a ser publicada em 1976 com a direção de Guilherme A. de Souza Castra, porém mesmo assim permaneceriam com uma irregularidade constante de publicações, havendo vários hiatos ao longo das duas décadas.
Vale salientar alguns trabalhos e acontecimentos da revista nas décadas, como no ano de 1976 no qual a Afro-Ásia presta homenagem a Roger Bastide por participar em 9 dos 18 textos apresentados no período, assim como a edição de 1983 que foi evidenciada por discussões acerca da arte e religiosidade afro-brasileira em homenagem à inauguração do Museu Afro-Brasileiro,criado em 1982 com ligação ao Centro.
Os artigos pertencentes a revista ainda tinham o intuito de mitigar os preconceitos e promover a aproximação com a cultura Africana. É possível observar que a revista discutiu predominantemente as questões culturais entre Bahia e África Ocidental, pondo em pauta temas além de religiosidade, temas como linguística, literatura, arte e história. Além disso, do total de artigos destinados aos estudos africanos ou afro-brasileiros neste período, apenas 30% dos artigos foram publicados por pesquisadores do Centro de Estudos Afro-Orientais, havendo então agora uma presença maior de publicações advindas de outros centros de estudo e localidades. Porém, apesar da abertura de espaço, a tendência a abordagem de debates exclusivamente culturais ainda se fazia presente.

### Anos 1990 e atualidade
As tendências de restrição aos debates culturais e as dificuldades de publicação das décadas anteriores ainda perduravam nas publicações mais recentes, com poucas perspectivas de mudança na década de 90. As modificações significativas nas características do período se iniciaram a partir de 1998 e 2000, quando avanços gráficos na publicação foram realizados, agora contando com gráficas de alta qualidade, além do início da disponibilidade das publicações em formato digital a partir de 2005 no site da revista.
Junto aos avanços gráficos, é possível notar uma significativa mudança de perspectiva dos trabalhos submetidos a partir de 2000, onde problemáticas mais profundas e fora do eixo cultural seguido na revista começam a tomar espaço e se tornar dominantes. Debates acerca da natureza da escravidão e da liberdade, levantes e revoltas negras em terras brasileiras, fenômeno dos quilombos e resistências são alguns dos que estão presentes nas edições que seguem a partir da década. É possível ainda encontrar debates acerca de relações de gênero, cor e raça em terras Africanas e Brasileiras, além da valorização e divulgação de intelectuais do continente africano. Infelizmente, ainda está presente nas publicações a escassez de trabalhos dedicados a temáticas asiáticas, porém é notável que a adaptação as problematizações e debates atuais da historiografia afro-brasileira está presente, demonstrando o avanço conquistado a partir dos esforços recentes. Não podemos cravar certamente a que razões se deveram essas mudanças, se por conta da clara necessidade de adequação a novos debates, se por pressões editoriais ou de pesquisadores que debatiam essa atualização. O que de fato se mostra concreto é que tais mudanças ocorrem justamente a partir do momento em que João José Reis e Valdemir Zamparoni assumem como editores chefes.
A revista Afro-Ásia passaria por inúmeros impasses e transformações ao longo de sua existência, além de mudanças de perspectiva e amplitude das submissões de trabalhos. O periódico segue influente e relevante no meio acadêmico dos debates afro-brasileiros, significando referência e qualidade até os dias atuais..

## Acesso aos materiais
A revista oferece acesso livre e imediato ao seu conteúdo, por acreditar no princípio de que, com a disponibilização gratuita do conhecimento científico ao público, é possível proporcionar a verdadeira democratização mundial do conhecimento. É possível encontrar os números no site, também é a única revista com distribuição nos últimos anos em bibliotecas de universidades públicas federais, estaduais e municipais do país, bibliotecas de universidades e faculdades privadas e bibliotecas comunitárias, proporcionando ao grande público o acesso à pesquisa e informação muitas vezes restritas ao meio acadêmico, principalmente por sua publicação ser prioritariamente na forma digital.
A consulta pode ser feita por qualquer pessoa interessada, de acadêmicos até estudantes e curiosos. Os trabalhos publicados na revista objetivam a reflexão e o debate sobre temas como a história da escravidão, processos de construção identitária, relações sociais e no combate às desigualdades raciais.
A Afro-Ásia também encontra-se indexada e avaliada em Scielo, redalyc, CLASE, Latindex e Capes/Qualis. Volumes impressos podem ser adquiridos entrando em contato com a editora responsável.

## Políticas editoriais e periodicidade
A Afro-Ásia possui um sistema de arquivamento que permite que o arquivo digital seja distribuído entre as bibliotecas permitindo que as mesmas criem arquivos permanentes. A Afro-Ásia também encontra-se indexada e avaliada em Scielo, Redalyc, CLASE, Latindex e Capes/Qualis. Volumes impressos podem ser adquiridos entrando em contato com a editora responsável.
Para garantir uma produção cada vez melhor e aos princípios éticos no âmbito das produções científicas, editores, autores e pareceristas devem estar inseridos em determinados padrões. A exemplo dos editores, eles devem atestar que o manuscrito submetido é original e não foi publicado previamente. Assim como, devem também garantir que toda a informação referente a submissão permaneça confidencial. No que diz respeito aos editores, estes são responsáveis por atestar que o manuscrito submetido é inteiramente original e assegurar que todas as fontes de dados e citações sejam referenciadas de forma completa. Já os pareceristas devem verificar se todas as fontes e a bibliografia das quais dependem os argumentos estão plenamente referenciadas.

## Corpo editorial
A revista Afro-Ásia é administrada em conjunto pelo Programa de Pós-Graduação em Estudos Étnicos e Africanos (Pós-Afro) e pelo Programa de Pós-Graduação em História (PPGH), tendo apoio técnico tanto da EdUFBA, como também do Sistema Universitário de Bibliotecas.
Desde 2005 a revista passou a ser integralmente digitalizada, tendo uma versão online junto com a impressa. No ano de 2019 a revista passou a ser unicamente digitalizada, tendo sua versão exclusivamente online, nesse mesmo ano Iacy Maia Mata, Jamile Borges da Silva e Fábio Baqueiro Figueiredo assumiram a editoria da revista, permanecendo João José Reis, desde 2005, como editor de resenhas e desde 2008, Regina Mattos é a editora assistente.
Também foram editores da revista Afro-Ásia:
- Waldir Freitas Oliveira (1965-1970)
- Nélson Correia de Araújo (1965-1980)
- Guilherme de Souza Castro (1976)
- Yeda Pessoa de Castro (1983)
- Gustavo Falcón (1992-1995)
- Antonio Sérgio A. Guimarães (1996)
- João José Reis (1996-2004)
- Renato da Silveira (1997-2008)
- Valdemir Zamparoni (2001-2008)
- Luis Nicolau Parés (2005-2008)
- Florentina da Silva Souza (2008-2015)
- Jocélio Teles dos Santos (2008-2018)
- Wlamyra Albuquerque (2014-2018)